# Long Time Gone
«Long Time Gone» es una canción del trío canadiense Triumph y fue escrita por Rik Emmett, Gil Moore y Mike Levine.  Fue grabada e incluida en el álbum de estudio Surveillance, publicado en 1987 por MCA Records.

## Publicación y recepción
En 1987, esta melodía fue lanzada como sencillo promocional del disco Surveillance.  Contrario a los sencillos anteriores del grupo, «Long Time Gone» se publicó en formato de disco compacto. Siendo un sencillo de promoción, este CD contiene el mismo tema dos veces, aunque la diferencia entre ambas era la duración de las mismas.
La canción se ubicó en la 28.ª posición de la lista Mainstream Rock Tracks de Billboard en 1987, esto en los EUA.

## Crítica
El editor de Allmusic Eduardo Rivadavia describió a «Long Time Gone» como una canción  compuesta para atraer a la audiencia, pues según Rivadavia, este tema formaba parte de un experimento creativo de Triumph.

## Lista de canciones
El tema fue escrito por Rik Emmett, Gil Moore y Mike Levine.

| N.º | Título                           | Duración |  |
| 1.  | «Long Time Gone» (versión larga) | 5:10     |  |
| 2.  | «Long Time Gone» (versión corta) | 4:40     |  |

## Créditos
- Rik Emmett — voz principal, guitarra y coros.
- Gil Moore — batería y coros.
- Mike Levine — bajo, teclados y coros.

## Posicionamiemto en los listados
| Año  | País           | Lista                            | Posición máxima |
| ---- | -------------- | -------------------------------- | --------------- |
| 1987 | Estados Unidos | Billboard Mainstream Rock Tracks | 28.º            |